# サイバーセックス

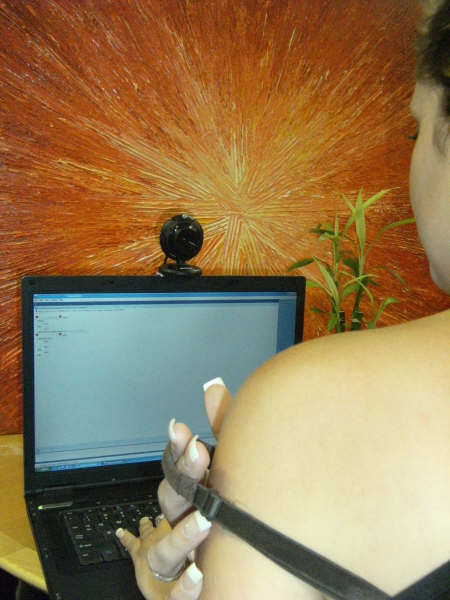
ウェブカメラによるサイバーセックス

サイバーセックス（英: cybersex）は、コンピュータネットワーク（主にチャット）を介して別の場所にいる2人以上の参加者が互いに官能的なメッセージを送信し合い、性的興奮を得る事。コンピュータセックス、インターネットセックス、ネットセックス、チャットH、チャH、裏クチュ、メッセックスなどとも呼ばれる。一種のロール・プレイングであり、参加者はまるで本当の性行為を行っているかのような文章を打ち合う。まず一方が自分がどのような行為をしているか述べ、それに対して他方が反応を返すという形でチャットが進行し、互いのエロティックな妄想を掻き立てることで性的な高みに達していく。マルチユーザー環境ではロール・プレイのためにアバターが使用されることもある。

## 特徴
サイバーセックスは一般的にウェブサイト上のチャットルーム、IRC、インスタントメッセージを介して行われる。ウェブカメラを使用した動画送信、Skypeのような音声チャットシステム、あるいは『World of Warcraft』や『Second Life』のようなバーチャル世界上のシステムが用いられることもある。サイバーセックスの定義、あるいはオナニーとの区別は明確になされていないため、若干の論争が起こっている。
テキストベースのサイバーセックスは数十年前から存在していたものの、最近はウェブカメラの普及によりその通信機能を利用して自分達の姿を互いに晒し合う参加者が増えており、行為はより視覚に訴えるものとなっている。このような目的のためにオナニーする姿をウェブカメラで他人にリアルタイム公開できる商業サイトもいくつか登場しており、人気を博している。
サイバーセックスにおける行為の演出は現実のセックスを模しており、参加者は交互に性的情動を煽るような文章を送り合い、なるべくリアルな経験ができるように工夫する。また、ロール・プレイングという要素はカップルが現実では得られないような性的経験を得るための手段となりうる。よりマニアックな参加者は長いプロットを用意することもあり、配偶者や恋人同士というキャラクターや、レイプといったシチュエーションを設定したりする。このような創作では、プロットの書き手はサイバーセックスを行っているキャラクターとは別の存在であると考える場合が多い（ちょうど三人称視点の小説で作者がその中に登場するキャラクターと完全にシンクロした存在でないのと同じ）。
サイバーセックスは相手に関して得られる情報が少なく、性別すらも明確にされないことが多いので揶揄や侮蔑の対象とされることが少なくない。しかし、愛好者にとってはサイバーセックスは現実の性行為の模倣でしかなく、そのような情報は必ずしも重要なものではない。

## メリットとデメリット

### メリット
サイバーセックスは肉体的・社会的な制約によって現実世界では不可能な性行為を妄想によって可能足らしめるため、非日常的な高揚感を味わうことができる。そのような行為にはBDSM、同性愛、近親相姦、獣姦、レイプなどが含まれる。一方で性病の感染や妊娠といったリスクを冒すことなく性的情動を満足させることができるため、若年層が性行為に伴う心の動きを擬似的に体験するためには適した方法である。さらにHIVのような治療が困難な感染症患者は相手を感染の危険に晒すことなく性的充足感を得ることができる。
また、サイバーセックスは物理的に離れた位置にいるパートナーとの破局を防ぐための手段ともなりうる。なぜなら顔を合わせる機会の少ないカップルはお互いの性的な関係を意識し続けることが重要だからであるが、サイバーセックスはそのような意識を喚起することが可能だからである。
MUDやMMORPGにおいては参加者が演じるキャラクターのリアリティをより高めることに一役買っている。特に性的な話題なしでは現実味のある人間関係を構築できないというプレイヤーにはうってつけの要素である。ただし、オンラインゲームでサイバーセックスを容認しているかどうかはゲームごとに異なる。『Red Light Center』に代表されるいくつかのゲームではサイバーセックスをはじめとする仮想的な性行為は広く認められており、ゲーム中では"TinySex"、略して"TS"という用語がよく使われる。また、サイバーセックスは第三者がゲームの二次創作や同人作品を共同執筆する際にモチーフを提供し、単独の執筆者がよりリアルなセックスシーンを書きたい場合にもアイデアを得るのために利用されている。
なお、人見知りが激しく異性をデートや性行為へうまく誘う方法がわからないという人のため、心理療法の分野でもサイバーセックスが取り入れられている。療法士の中にはチャットルームで異性の口説き方や性行為への誘導の仕方を患者に指南する者もいる。

### デメリット
基本的に誰でも参加可能で匿名性が高いという性質上、荒らしの被害にも会いやすい。サイバーセックスは不特定多数の人と親密な関係を築けることが魅力の一つであったが、荒らし行為の増加によってそのようなメリットが失われてしまったケースもある。サイバーセックスに誘っておいて、後にそのログを公衆の場で晒すことを目的としたような荒らしもおり、ネチケット違反が懸念されている。なお、一部の心理療法士はインターネット依存症と性依存症という形をとってサイバーセックス依存に陥いる患者が増加中であることを報告している。
また一部の人たちはサイバーセックスは不貞なものであると考える。肉体的な接触を伴わずに夫や妻以外の人間と性的行為を楽しむことができるので、現実の結婚生活では性的フラストレーションが溜まり、特にインターネットを介した仮想的に不倫が行われた場合にはそのストレスが最大になるのではないかと批判する人たちもいる。実際、インターネット上での不倫が原因で離婚したケースも何件かある。